# Tondo Bartolini
Il Tondo Bartolini (Madonna col Bambino con la nascita della Vergine e l'incontro di Gioacchino e Anna) è un'opera, tempera su tavola (diametro 135 cm) di Filippo Lippi, databile al 1452-1453 e conservato nella Galleria Palatina a Firenze.

## Storia
Secondo la tradizione l'opera venne commissionata dal fiorentino Leonardo Bartolini, interpretando alcune menzioni in documenti del 1452-1453, all'epoca dell'inizio del soggiorno pratese del pittore. Studi più recenti (Jeffrey Ruda) hanno invece tenuto maggiormente in considerazione lo stemma sul retro della tavola, che appartiene a un membro della famiglia Martelli, e spostato la datazione, su base di riscontri stilistici, avvicinandola agli ultimi affreschi della cappella Maggiore del Duomo di Prato, ovvero alla seconda metà degli anni sessanta del Quattrocento.
L'opera è citata negli inventari di Palazzo Pitti a Firenze nel 1761, che la indicano come conservata nelle "soffitte". Con l'allestimento della Galleria Palatina andò a comporre uno dei pezzi più pregiati della sala sul Quattrocento fiorentino della galleria.

## Descrizione e stile
Il formato tondo, di grandi dimensioni, fu uno dei primi del Rinascimento, e fece da ispirazione sicuramente a Sandro Botticelli e altri artisti del secondo Quattrocento.
Il Bambino è nel grembo della madre, a sua volta seduta su una sedia di cui si intravedono alcune curiose volute lignee che farebbero quasi pensare a un gusto "barocco". L'acconciatura della Vergine è quella in voga tra gli anni sessanta e settanta del secolo, con finissimi veli intrecciati, ornati di sottili fili perle. Anche l'abito è ricco ed elegante, come dimostrano i gioielli applicati o la bordatura dorata. La Vergine e il bambino tengono in mano una melagrana, simbolo di fertilità e di regalità, dalla quale il Bambino ha estratto un chicco che mostra alla madre con l'altra manina.
Sullo sfondo, in una complessa partitura architettonica unificata dalla prospettiva lineare, si svolgono tre scene legate alla nascita di Maria: l'Incontro alla Porta d'Oro di Giovacchino e Anna (a destra), la Nascita della Vergine (a sinistra), con la vista di alcune donne al centro. La scelta delle scene richiama un tema allora molto discusso nel Quattrocento, cioè la concezione "macolata" o "immacolata" di Maria da parte di sant'Anna: evidenziando il miracoloso concepimento di Maria durante l'incontro alla Porta d'Oro, senza atto sessuale quindi, si prendeva una precisa posizione verso l'interpretazione "immacolata". Le forme nitide dell'architettura fanno risaltare il dinamismo di alcune figure, dall'elegante disegno.
Tra i modelli della composizione ci sono opere scultoree, come la Porta del Paradiso di Ghiberti. Le vesti setose che si increspano col movimento, già sperimentate da Donatello nel San Giorgio e la principessa (1416-1417), sono qui usate in pittura per la prima volta e divennero uno dei temi più cari all'arte fiorentina. Vi si ispirarono molti artisti, come Sandro Botticelli nel Ritorno di Giuditta a Betulia (1472 circa) e Domenico Ghirlandaio nella scena della Nascita del Battista nella Cappella Tornabuoni in Santa Maria Novella, dove dipinse un'analoga figura di donna vestita di seta che accorre con una cesta in testa.
Il retro del dipinto contiene un disegno di uno stemma araldico.